# (200008) 2007 LT4
(200008) 2007 LT4  es un asteroide perteneciente al cinturón de asteroides, descubierto el 8 de junio de 2007 por el equipo del Spacewatch desde el Observatorio Nacional de Kitt Peak, Arizona, Estados Unidos.

## Designación y nombre
Designado provisionalmente como 2007 LT4.

## Características orbitales
2007 LT4  está situado a una distancia media del Sol de 3,066 ua, pudiendo alejarse hasta 3,553 ua y acercarse hasta 2,579 ua. Su excentricidad es 0,158 y la inclinación orbital 10,65 grados. Emplea 1961,47 días en completar una órbita alrededor del Sol.

## Características físicas
La magnitud absoluta de 2007 LT4 es 15,4.